# Uppercu-Burnelli UB-14
Die Uppercu-Burnelli UB-14 war ein Passagier- und Versuchsflugzeug des US-amerikanischen Herstellers Uppercu-Burnelli.
Die Entwicklung begann 1933 im Uppercu-Burnelli Werk Keyport (New Jersey). Die Auslegung der Maschine folgte der der vorangegangenen von Burnelli entworfenen Flugzeuge, denen allen das Konzept des Auftriebsrumpfes (lifting fuselage) zugrunde lag. Damit bezeichnete Burnelli einen breiten, im Längsschnitt profilförmig gestalteten Rumpf, der eine sehr großzügig dimensionierte Kabine erlaubte. Außerdem trug der Rumpf wesentlich zum Gesamtauftrieb des Flugzeugs bei. Auch die Triebwerke und das Fahrwerk waren im Rumpf untergebracht.

## Geschichte

### UB-14A
Der Prototyp mit dem Kennzeichen X14740 hatte seinen Erstflug im Spätjahr 1934. Bereits am 13. Januar 1935 stürzte die Maschine in spektakulärer Weise auf dem Newark Airport ab. Hiervon existiert ein Filmdokument. Der Testpilot Louis T. Reichers führte sein Überleben auf die besondere Bauart der Burnelli-Flugzeuge zurück, die gegenüber konventionellen Konstruktionen eine sehr viel höhere Stabilität der Passagierkabine aufwiesen. Als Grund des Absturzes wurde ein Versagen des Steuerung infolge von Wartungsmängeln festgestellt.

### UB-14B
Nach dem Verlust der ersten Maschine wurde eine zweite mit der Bezeichnung UB-14B gebaut. Gegenüber dem Prototyp erhielt sie einige Verbesserungen im Detail. Die Motorisierung blieb dagegen zuerst unverändert; später wurden jedoch zwei leistungsgesteigerte Hornets mit je 550 kW (750 PS) installiert, da das zulässige Gewicht von 6450 kg (14.200 lb) auf 7950 kg (17.500 lb) anstieg. Die ersten Flüge wurden von Clyde Pangborn durchgeführt.
Die gezeigten guten Flugleistungen führten dazu, dass im Juli 1936 Verhandlungen mit der Scottish Aircraft & Engineering Company geführt wurden, um eine Version der UB-14 zu bauen. Auch das niederländische Unternehmen Aviolanda in Papendrecht zeigte Interesse an einem Lizenzbau. Unter diesen positiven Vorzeichen organisierte Burnelli eine Demonstrationstour durch Europa. Ursprünglich sollte die Flugpionierin Amy Johnson im Rahmen eines Luftrennens im August 1937 von New York nach Frankreich die Maschine nach Europa überführen.
Als sich dieser Plan zerschlug, kam nur noch ein Schiffstransport in Frage, was aber eine mehrmonatige Verzögerung mit sich brachte. Erst im Dezember 1937 wurde die Maschine wieder aufgebaut und als NR15320 registriert. Bei ihren Vorführungen in Hatfield (Großbritannien) begeisterte die UB-14 durch ihre kurzen, steilen Starts und ihren kurzen Landestrecken bei geringer Geschwindigkeit.
Nach der Rückkehr in die USA wurden Vorbereitungen für einen so genannten Weltflug mit Clyde Pangborn getroffen. In ihrem letzten Bauzustand mit abgerundeten Leitwerksflächen und veränderten Motorabdeckungen wurde die UB-14B leuchtend rot angemalt und mit der Registrierung R15320 für den Rekordflug neu zugelassen. Wegen des beginnenden Krieges musste das Vorhaben jedoch aufgegeben werden und die Maschine führte in den nächsten drei Jahren für die TACA Frachttransporte zwischen Miami und Honduras durch. Ein Jahr nach dem Kriegsende wurde das Flugzeug außer Dienst gestellt.

### OA- 1

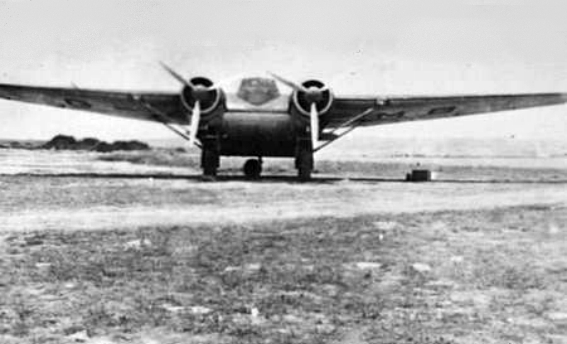
Cunliffe-Owen OA-1 in Ägypten. Jim Mollison überführte im Juli 1941 die Maschine zur Freien französischen Luftwaffe in Nordafrika

Die Bemühungen von Burnelli, einen Serienbau der UB-14 in Europa zu erreichen, führten lediglich dazu, dass bei der Scottish Aircraft & Engineering Co. in ihrem Wembley Scotia Werk ein vollmaßstäbliches Mock-up aus Holz hergestellt werden konnte. Anfang 1937 war dieses fast fertiggestellt, als das Unternehmen in Konkurs ging und die Arbeiten sehr schnell eingestellt wurden.
Am 9. August 1937 wurde dann die B.A.O. Ltd. mit dem Unternehmensziel der Produktion und dem Handel mit Flugzeugen gegründet. Chef war Sir Hugh Cunliffe-Owen, der Vorsitzende der Britisch American Tobacco Co. Die Gesellschaft änderte im Mai 1938 ihren Namen in Cunliffe-Owen Aircraft Ltd. und plante nun den Bau einer stark modifizierten Version der UB-14 mit der Bezeichnung OA-1. Äußerlich sehr ähnlich der UB-14 unterschied sie sich im inneren Aufbau doch stark und wurde durch zwei Bristol-Perseus-Motoren mit je 710 PS angetrieben.

## Konstruktion
Die UB-14 war eine Ganzmetallkonstruktion mit einer lastaufnehmenden Duralumin-Außenhaut. Ähnlich wie die UB-20 war die Glattblech-Beplankung auf einem Untergerüst aus dem gleichen Material aufgebracht.
Die im oberen Kabinenbereich angeschlossenen Tragflächen waren zum unteren Rumpf hin jeweils doppelt abgestrebt. Anders als bei konventionellen zweimotorigen Flugzeugen, mussten die Tragflächen keine Kräfte durch Motorengewicht, deren Drehmoment und Vibrationen, sowie die Belastungen durch Fahrwerkstöße aufnehmen. Lediglich die Auftriebskräfte mussten durch die zweiholmigen Tragflächen aufgenommen werden. Die beiden aufgeladenen, jeweils 500 kW (680 PS) leistenden Hornet-Triebwerke von Pratt & Whitney waren nebeneinander an der Rumpfvorderkante angeordnet. Treibstoff- und Öltanks lagen in den Tragflächen.
Die luxuriös ausgestattete Kabine hatte die für damalige Verhältnisse großzügigen Abmessungen von 3,33 m (11 ft) in der Länge, eine Breite von 3,64 m (12 ft) und eine Höhe von 1,62 m (5ft 4 in). So gab es eine elektrische Beleuchtung sowie eine thermostatgeregelte Heizung mit einer Belüftungseinrichtung. Am Ende der Kabine befand sich eine Toilette und das Fracht- bzw. Gepäckabteil. Letzteres wurde durch weitere Unterbringungsmöglichkeiten in den Tragflächen ergänzt.
Die beiden Piloten saßen nebeneinander in einem geschlossenen Cockpit, das sich zwischen den Triebwerken in der Flügelvorderkante befand. Die Piloten konnten sogar durch im Unterteil des Flügels angeordnete Fenster nach hinten schauen. Das im Rumpf untergebrachte einziehbare Spornradfahrwerk war von den Piloten ebenso einzusehen und im Flug zugänglich. Die Zeit zum Einziehen betrug 45 s, in 12 s konnte es ausgefahren werden. Das Spornrad war um 360° drehbar.

## Technische Daten

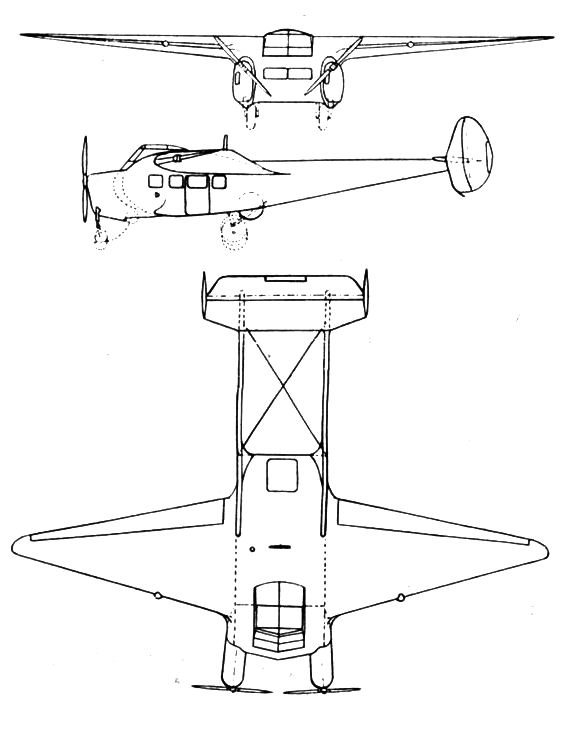
Dreiseitenriss UB-14 (kein Sternmotor)

| Kenngröße                     | Daten |
| ----------------------------- | --- |
| Besatzung                     | 2 |
| Passagiere                    | 14 |
| Länge                         | 13,4 m (44 ft) |
| Spannweite                    | 21,6 m (71 ft) |
| Höhe                          | 3,05 m (10 ft) |
| Flügelfläche                  | 63,7 m² (686 sqft) |
| Flügelstreckung               | 7,3 |
| Leermasse                     | 3700 kg (8200 lb) UB-14A 4170 kg (9200 lb) UB-14B |
| Startmasse                    | 6350 kg (14.000 lb) UB-14A 8000 kg (17.500 lb) UB-14B                                                                                                 |
| Dienstgipfelhöhe              | 6700 m (22.000 ft) |
| Höchstgeschwindigkeit         | 360 km/h (225 mph) UB-14A in 10.000 ft 330 km/h (210 mph) UB-14A in Seehöhe 240 km/h (150 mph) UB-14A mit einem Triebwerk in 7000 ft                  |
| Stallgeschwindigkeit          | 100 km/h (63 mph) |
| Reichweite (bei Reisegeschw.) | 960 km (600 ml) |
| Triebwerke                    | 2 × Sternmotoren Pratt & Whitney Hornet mit jeweils 500 kW (680 PS) UB-14A 2 × Sternmotoren Pratt & Whitney Hornet mit jeweils 550 kW (750 PS) UB-14B |